# Artaxerxes III (sassànida)

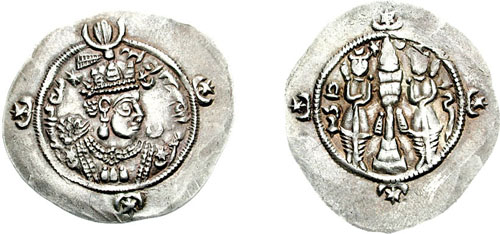
Monedes amb l'efígie d'Artaxerxes III.

Artaxerxes III o Ardashir III fou un rei sassànida que va governar del setembre del 628 al 29 d'abril del 629. Era fill de Cobades II que va fer matar nombrosos prínceps sassànides però va morir després d'un regnat molt breu el setembre del 628.
Els nobles i oficials de la cort van proclamar llavors rei al seu fill de 7 anys, Artaxerxes, i un dels nobles, Meh-Ādur Gušnasp (Meh-Āḏar Jošnas) que era kān-sālār (encarregat de la taula reial), fou nomenat regent.
Artaxerxes no fou popular a causa del fet que la seva mare era una dama romana d'Orient (probablement anomenada Anzoi o un nom similar); se'l conegué com "el Petit". El govern del regent fou prou bo i després dels desastres del temps de Còsroes II i de la plaga del 628 que va costar la vida a la meitat de la població de la regió del modern Iraq, va poder restablir l'orde i millorar la situació general, tot i que els senyors locals i els caps militars van adquirir molt de poder en perjudici del govern central desintegrant l'administració i facilitant després la conquesta musulmana.
El 629 un exèrcit khàzar va venir des del nord i va penetrar profundament fins que va poder ser derrotat per Sarbar, el general principal dels temps de Còsroes II que va retornar de la frontera romana d'Orient on estava destinat. El general va veure que podia prendre el poder i va fer un pacte amb l'emperador Heracli; va anar després a Ctesifont amb 6.000 homes, va assetjar la ciutat i la va ocupar matant el rei, el regent i altres notables (29 d'abril del 629) i usurpant el tron.
La tradició diu que Artaxerxes fou enterrat a Mesene.